# Gugutka, Haskovo
Gugutka (în bulgară Гугутка) este un sat în comuna Ivailovgrad, regiunea Haskovo,  Bulgaria. 

## Demografie
Componența etnică a satului Gugutka
     Turci (8,53%)
     Bulgari (34,14%)
     Nicio identificare (50%)
     Altele (7,31%)
La recensământul din 2011, populația satului Gugutka era de 82 locuitori. Nu există o etnie majoritară, locuitorii fiind bulgari (34,14%) și turci (8,53%). Pentru 50,0% din locuitori nu este cunoscută apartenența etnică.